# Prosechen Island
Prosechen Island (englisch; bulgarisch остров Просечен ostrow Prosetschen) ist eine in ost-westlicher Ausrichtung 500 m lange und 140 m breite Insel vor der Westküste von Rugged Island im Archipel der Südlichen Shetlandinseln. Sie ist neben Toledo Island die nördlichere zweier Felseninseln in der Smyadovo Cove und liegt 1,04 km südlich des Kap Sheffield sowie 0,5 km nördlich bis westlich des Ugain Point. Von Toledo Island nordwestlich von ihr trennt sie eine 60 m breite, vom Ufer der Smyadovo Cove eine 70 m breite Passage.
Spanische Wissenschaftler kartierten sie 1992, bulgarische 2009. Die bulgarische Kommission für Antarktische Geographische Namen benannte die Insel 2013 nach der Ortschaft Prosetschen im Nordosten Bulgariens.